# Terminologia Anatomica
Terminologia Anatomica (TA) je mednarodna standardna anatomska terminologija. Razvila jo je Federative Committee on Anatomical Terminology (FCAT) in International Federation of Associations of Anatomists (IFAA). Objavljena je bila leta 1998, ko je nadomestila standard Nomina Anatomica. Terminologia Anatomica vsebuje terminologijo za približno 7500 človeških bruto (makroskopskih) anatomskih struktur. Aprila 2011 je naslednik FCAT,  Federative International Programme on Anatomical Terminologies (FIPAT), objavil spletno verzijo.

## Kategorije anatomskih struktur
TA anatomske strukture deli na naslednje glavne kategorije (latinski standard v oklepajih) :

### A01: Splošna anatomija (anatomia generalis)
- Splošni izrazi (anatomia generalissima)[4]

1. Deli človeškega telesa
2. Ravnine, linije in regije

### A02: Kosti (ossa)
- Splošni izrazi[5]

1. Lobanja
2. Kosti lobanje
3. Hrbtenica
4. Kosti zgornjih okončin
5. Kosti spodnjih okončin

### A03: Sklepi (juncturae)
- Splošni izrazi[6]

1. Sklepi lobanje
2. Vretenčni sklepi
3. Torakalni sklep
4. Sklepi medeničnega pasu
5. Sklepi zgornjih okončin
6. Sklepi spodnjih okončin

### A04: Mišice (musculi)
- Splošni izrazi[7]

1. Mišice glave
2. Mišice vratu
3. Mišice hrbta
4. Mišice prsnega koša
5. Mišice trebuha
6. Mišice zgornjega uda
7. Mišice spodnjega uda
8. Kitne ovojnice in burze

### A05: Prebavni sistem (systema digestorium)
1. Usta
2. Grlo
3. Žrelo
4. Požiralnik
5. Želodec
6. Tanko črevo
7. Debelo črevo
8. Jetra, žolčnik
9. Trebušna slinavka

### A06: Dihala (respiratorni sistem)
1. Nos
2. Grlo
3. Sapnik
4. Sapnica
5. Pljuča

### A08: Sečni sistem (systema urinarium)
1. Ledvice
2. Sečevod
3. Mehur
4. Ženska sečnica
5. Moška sečnica

### A09: Genitalni sistemi (systemata genitalia)
1. Ženske notranje genitalije
2. Ženske zunanje genitalije
3. Moškie notranje genitalije
4. Moške zunanje genitalije
5. Perinej

### A10: Trebušna votlina (cavitas abdominis et medenica)
Vir:

### A11: Endokrine žleze (glandulaeendocrinae)
1. Hipofiza
2. Češerika
3. Ščitnica
4. Obščitnica
5. Nadledvična žleza
6. Langerhansov otoček

### A12: Kardiovaskularni sistem (systema cardiovasculare)
- Splošni izrazi[9]

1. Srce
2. Arterije
3. Vene
4. Limfna debla in kanali

### A13: Limfatični sistem (systema lymphoideum)
1. Primarni limfoidni organi
2. Sekundarni limfoidni organi
3. Regionalne bezgavke

### A14: Živčni sistem (systema nervosum)
- Splošni izrazi[10]

1. Centralni živčni sistem
  1. Možganske ovojnice
  2. Hrbtenjača
  3. Možgani
  4. Podaljšana hrbtenjača
  5. Pons
  6. Mezencefalon
  7. Mali možgani
  8. Diencefalon
  9. Veliki možgani
2. Periferni živčni sistem
  1. Lobanjski živci
  2. Spinalni živci
3. Avtonomni živčni sistem

### A15: Čutilni organi (organa sensuum)
1. Vohalni organ (nos in sorodne strukture)
2. Oči in sorodne strukture (vidni sistem)
3. Uho (slušni sistem)
4. Okušalni organ (jezik in sorodne strukture)

### A16: Koža (integumentum commune)
- Koža

1. Podkožno tkivo